# We Con the World
We Con the World (Wir verarschen die Welt) ist ein im Mai 2010 veröffentlichter Videoclip der israelischen Satiregruppe Latma, der die Friedensflotilla von Gaza verspottet. Das Video ist ein Spoof von We Are the World aus dem Jahr 1985.

## Inhalt
Der Song parodiert die Absichten der türkischen Aktivisten auf der Mavi Marmara und beschäftigt sich mit der propagandistischen Ausbeutung des Ship-to-Gaza-Zwischenfalls. Das Video übernimmt Melodie und Stil des Videos zu We Are the World, wobei die Schauspieler Waffen und Stereotype der einzelnen Akteure des Schiffskonvois mit verschiedenen Verkleidungen imitieren. Zeilen wie We’ll make the world abandon reason / We’ll make them all believe that the Hamas is Momma Theresa, As Allah has shown us / For facts there’s no demand (Wir bringen der Welt bei, die Vernunft sein zu lassen, und machen sie glauben, Hamas wäre Mutter Theresa, wie Allah uns zeigte, ist für Vernunft kein Bedarf) werden mit dem vom Kapitän auf Arabisch gesungenen Idhbah al-Yahud / اذبح اليهود / iḏbaḥ al-yahūd / ‚schlachte die Juden‘ kontrastiert.

## Hintergrund
Das Video wurde von der amerikanisch-israelischen Journalistin Caroline Glick produziert, die auch bei der Jerusalem Post und Latma TV arbeitet. Zu den Förderern gehört das konservative Center for Security Policy. Glick tritt auch beim Refrain auf.

## Reaktionen
Das iranische Staatsfernsehen beschwerte sich über das Video. Einen diplomatischen Eklat erzeugte die kurzfristige Verlinkung des Videos auf einer Seite des israelischen Außenministeriums. Eileen Read, Journalistin der Huffington Post, fordert die Entlassung Glicks und bezeichnet das Video als „geschmacklos und offensichtlich rassistisch“.
Das Video ist mittlerweile mit etlichen unterschiedlichen Untertiteln verfügbar, so in Französisch und Italienisch.
Im Juli 2010 produzierte Latma ein weiteres Video, in dem sie den Song Fun Fun Fun der Beach Boys parodierten, und stattdessen „Guns Guns Guns“ (Knarren, Knarren, Knarren) sangen.

## Einzelbelege
1. ↑  Flotilla Choir: 'We Con the World', Tzippe Barrow, 4. Juni 2010, Christian Broadcasting Network.
2. ↑   Martin Barillas, Parody video mocks the deadly Gaza Flotilla (Memento vom 10. Juni 2010 im Internet Archive), 4. Juni 2010.
3. 1 2  PR blunder (Memento vom 23. Juli 2012 im Internet Archive): Israeli government’s press office sends Flotilla incident parody video to journalists Friday, 4. Juni 2010, BNO News.
4. 1 2  Israel apologizes for sending link to flotilla parody (Memento vom 12. Juni 2010 im Internet Archive), Liz Goodwin, Yahoo News.
5. 1 2 3  "Israel apologises for spoof video mocking Gaza flotilla" BBC, 7. Juni 2010.
6. 1 2  Israeli "Newscast" Satirizes Raid Critics, 4. Juni 2010, Dan Raviv.
7. ↑  Christian Stöcker: Gaza-Hilfsflotte: Propaganda-Satire blamiert Israels Regierung (Gaza Aid Flotilla: Propaganda Satire embarrasses Israeli Government). In: Der Spiegel. 5. Juni 2010 (Online).
8. ↑  Robert Mackey: Israelis Explain, and Mock, Flotilla Clash. In: New York Times. 4. Juni 2010 (Online [abgerufen am 8. Juni 2010]).
9. ↑  Israeli government office links to video mocking flotilla, CNN.
10. 1 2  "Israel forced to apologise for YouTube spoof of Gaza flotilla; Israeli government press office distributed video link featuring Arabs and activists singing", Rachel Shabl, The Guardian, 6. Juni 2010.
11. 1 2  "Israel thumbs nose at world anger, 6 June 2010.
12. ↑  Israëlische excuses na pr-blunder.
13. ↑  Gaffe di Israele: "video-farsa sulla strage della nave" (Memento vom 4. April 2012 im Internet Archive), La Stampa  4. Juni 2010.
14. ↑  Video: "farsa di Israele sui pacifisti
Si intitola 'Flotilla-We con the world' (Flottiglia, noi inganniamo il mondo)".
15. ↑  Video choc. ’Flotilla, Noi inganniamo il mondo’ un insulto ai 19 morti pacifisti. La satira israeliana indigna la Rete,
Samstag, den 5. Juni 2010, di Francesco Bonazzi, Agora Magazine.